# خوان کارلوس استاوسکاس
خوان کارلوس استاوسکاس (انگلیسی: Juan Carlos Stauskas؛ زادهٔ ۶ اوت ۱۹۳۹) بازیکن فوتبال اهل آرژانتین است.
از باشگاه‌هایی که در آن بازی کرده‌است می‌توان به باشگاه فوتبال ریور پلاته اشاره کرد.